# Yoo Sung-yeon
Yoo Sung-yeon (kor. 유성연; ur. 19 kwietnia 1976) – południowokoreański judoka. Olimpijczyk z Sydney 2000, gdzie odpadł w drugiej rundzie w wadze średniej.
Brązowy medalista mistrzostw świata w 1999. Triumfator igrzysk azjatyckich w 1998. Trzeci na uniwersjadzie w 1999 roku.

## Letnie Igrzyska Olimpijskie 2000
| Konkurencja | Rundy eliminacyjne    | Rundy eliminacyjne    | Klas. końcowa |
| Konkurencja | Przeciwnik I          | Przeciwnik II         | Miejsce       |
| ----------- | --------------------- | --------------------- | ------------- |
| 90 kg       | Kamol Murodov (UZB) Z | Eduardo Costa (ARG) P | 2 runda       |